# Зайфен (Рудные горы)
Зайфен (нем. Seiffen) — община в Германии, в земле Саксония. Подчиняется административному округу Хемниц. Входит в состав района Рудные Горы. Население составляет 2415 человек (на 31 декабря 2010 года). Занимает площадь 12,43 км².
Община подразделяется на 2 сельских округа.
Зайффен знаменит своим производством деревянных игрушек, которые производятся тут уже несколько веков. В городе есть музей деревянных игрушек и фабрика по их производству, которую может посетить любой желающий.

## География
Зайффен находится в 60 километрах к юго-востоку от Хемница недалеко от границы с Чехией на высоте от 650 до 700 метров над уровнем моря в районе Рудных гор.

## Фотографии

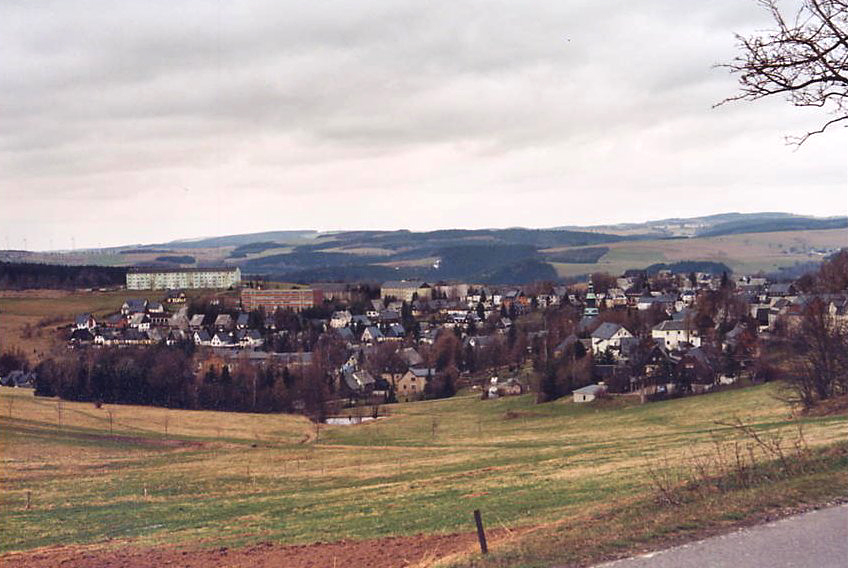
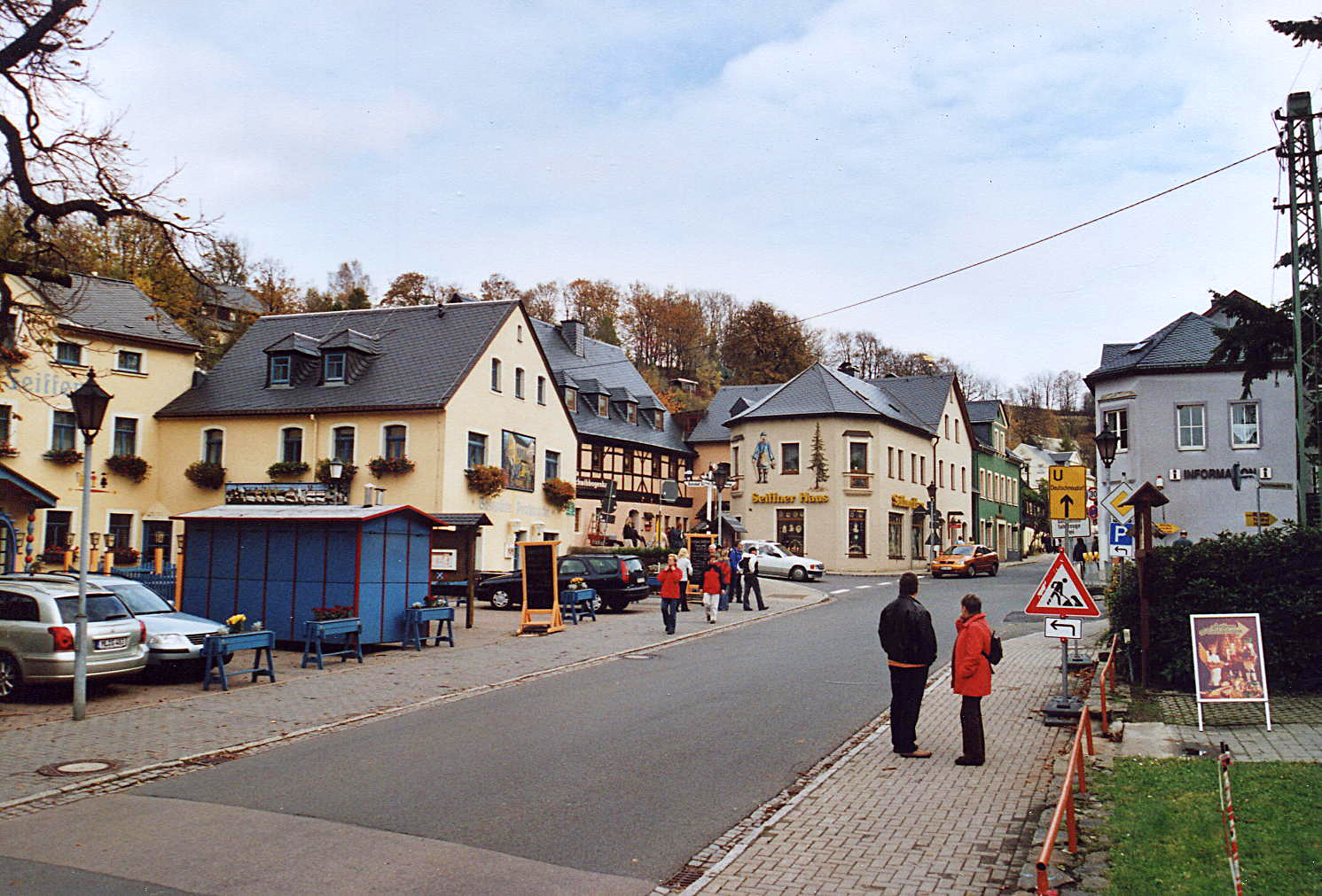
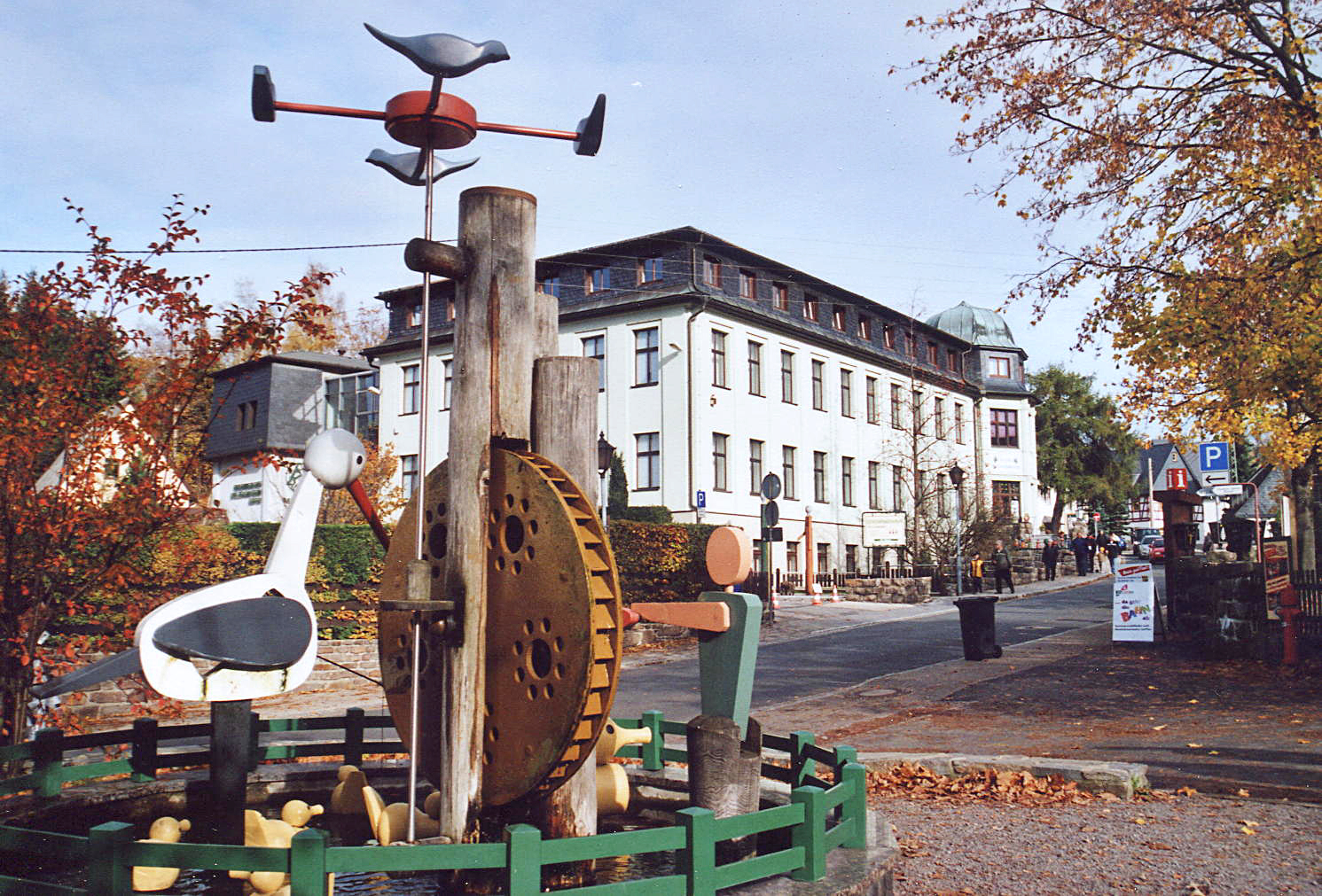
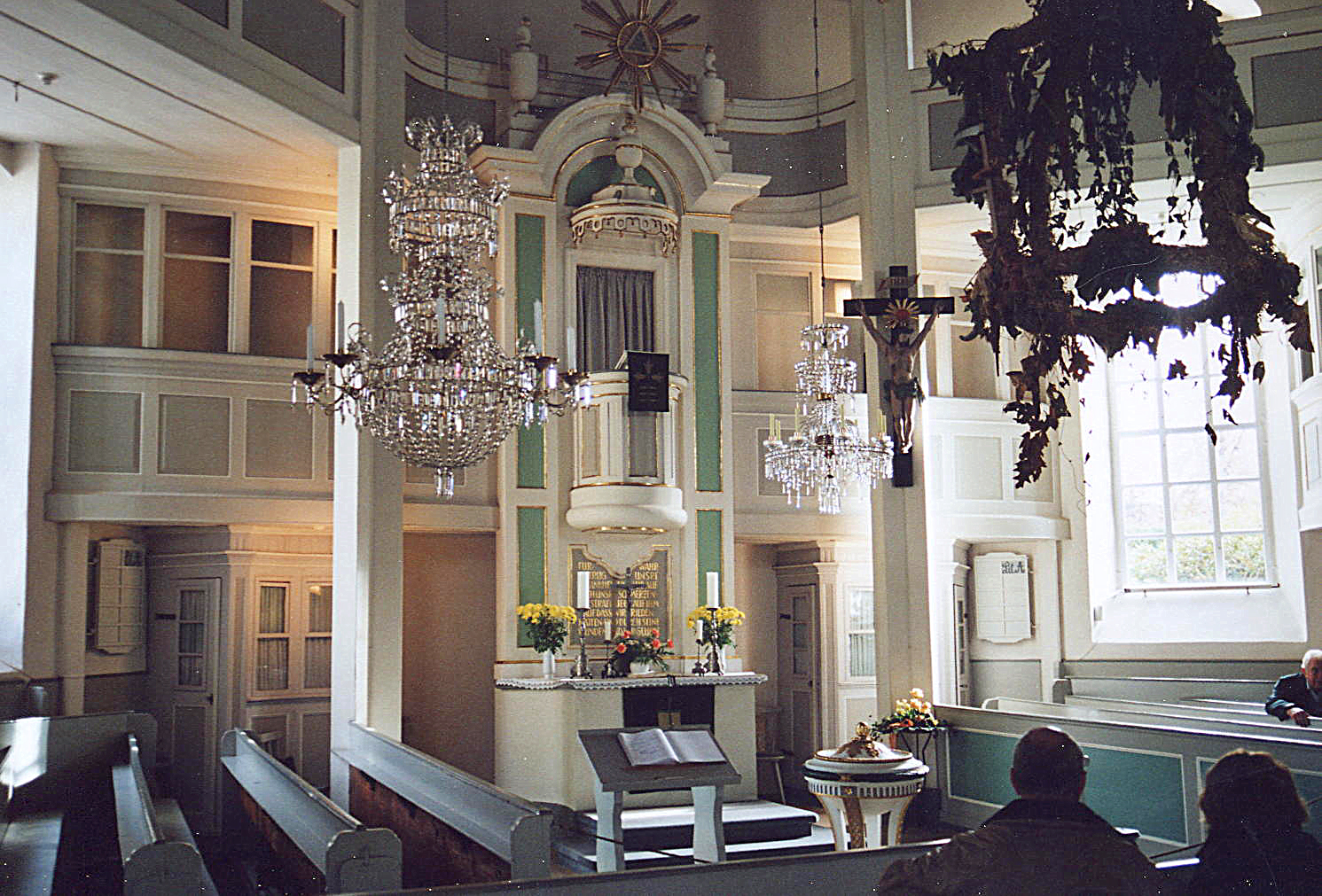

## Население
| Год  | Численность | Численность |
| ---- | ----------- | ----------- |
| 2015 | 2305        |             |
| 2017 | 2192        | [ 1 ]       |
| 2019 | 2138        | [ 3 ]       |
| 2021 | 2041        | [ 4 ]       |
| 2022 | 2052        | [ 5 ]       |
| 2023 | 1985        | [ 2 ]       |